# François Antoine de Boissy d'Anglas
François Antoine de Boissy d'Anglas, född 8 december 1756 och död 20 oktober 1826, var en fransk politiker.
Boissy d'Anglas ägnade sig åt advokatverksamhet i Paris, och valdes 1789 till representant för det tredje ståndet och erhöll säte i nationaförsamlingen. Han spelade dock ingen större politisk roll här. 1792 invaldes han i konventet, där han efter Robespierres fall blev en av ledarna högra flygeln av thermidoristerna. Han invaldes i välfärdsutskottet, och fungerade en tid som konventets president och var en av de främsta upphovsmännen till konstitutionen av år III. Under direktoriet hade han säte i de femhundrades råd. Han hade länge misstänkts för rojalistiska stämplingar, och i samband mot representationens högermajoritet riktade statskuppen 18 fructidor år V (1797) utstöttes han och dömdes till deportation. Boissy d'Anglas undkom till England, men återvände under konsulatet till Frankrike, blev 1801 medlem av tribunatet, och 1805 av senaten. Under Ludvig XVIII:s regering utnämndes Boissy d'Anglas till pär.